# Савин (Черниговская область)
Са́вин (укр. Савин) — село в Козелецком районе Черниговской области Украины. Население 600 человек. Занимает площадь 3,289 км².
Код КОАТУУ: 7422088701. Почтовый индекс: 17072. Телефонный код: +380 4646.

## Власть
Орган местного самоуправления — Савинский сельский совет. Почтовый адрес: 17072, Черниговская обл., Козелецкий р-н, с. Савин, ул. Центральная, 75.

## Известные уроженцы
- Кузьменко, Григорий Павлович — Герой Советского Союза.